# Mariner 6
Mariner 6 byla americká kosmická sonda, vypuštěná agenturou NASA k Marsu v roce 1969 v rámci programu Mariner. Po startu byla katalogizována v COSPAR pod označením 1969-014A.

## Konstrukce sondy
Hmotnost tříose stabilizované sondy byla 412 kg. Její průměr byl 1,3 metru, k ní byl připojen metrový stožár s anténou a čtyři dvoumetrové panely slunečních baterií. Sonda měla svůj raketový motorek, řídící počítač, vysílač a sadu vědeckých přístrojů. Byly to zejména dvě kamery, dva různé spektrometry a radiometr.

## Průběh letu
Sondu vynesla na určenou dráhu raketa Atlas Centaur D-1A z kosmodromu Eastern Test Range na Floridě dne 25. února 1969. Zhruba 50 hodin před příletem k Marsu se přístroje aktivovaly, začalo snímkování povrchu. K němu se přiblížila nejvíce na 3431 km a pokračovala po heliocentrické dráze. Pořídila 76 snímků z jižní a rovníkové oblasti planety a mise byla tedy úspěšná.